# Blackmagic Design
Blackmagic Design Pty. Ltd. (МФА: [blakmajik dəˈzīn], произносится [блэкмэ́джик диза́йн]) является австралийским производителем электронного оборудования для вещания и видеопроизводства, включая видеосъёмку, видеомонтаж и обработку видео. Компания, в 2002,  основанная генеральным директором Грант Петти, имеет офисы в Европе, Азии и Соединённых Штатах. Главный офис находится в Мельбурне, втором по величине городе Австралии по адресу 11 Gateway Court, Port Melbourne VIC 3207.

## История
Основана в 2002 генеральным директором Blackmagic Design Грант Петти (англ. Grant Petty) в районе Порт Мельбурн Мельбурна, Австралия. Название с английского переводится как колдовство. Провозглашённой миссией стало сделать инструменты для творчества доступными каждому, так как оборудование конкурентов имеет очень высокую цену при том, что компоненты для них несравнимо дёшевы. Другой целью компании является сделать удобными ИТ-продукты для видеопроизводства и в свою очередь легкой и удобной видеосъёмку для ИТ-профессионалов.
Грант Петти до основания компании работал в постпродакшене и его удивляла стоимость программного обеспечения. Это стало одной из причин, что в 2009 году в состав вошла Da Vinci Systems, компания, получившая награду «Эмми» за оборудование для цветокоррекции и восстановления киноплёнки. Одним из таких продуктов для цветокоррекции является DaVinci Resolve, который теперь продаётся за малую часть первоначальной цены. А в комплекте с камерами Blackmagic поставляется бесплатно. Грант Петти поставил себя на место покупателя, он понимал, что пользователям неудобно переключаться между Windows и Macintosh, между отдельными программами для монтажа видео, создания эффектов и цветокоррекции. Поэтому всё это было решено совместить в DaVinci Resolve.
В 2010 году был приобретён Echolab, производитель микшеров.
В 2011 году приобретён Teranex, производитель оборудования для потоковой обработки видео.
В 2012 году поглощён Cintel, производитель профессионального оборудования для стадии постпродакшна.
В 2014 году Blackmagic Design объявил о приобретении eyeon Software, Inc., создателе eyeon Fusion.

## Камеры

### Blackmagic Cinema Camera
На выставке NAB Show 2012 состоялся анонс камеры Blackmagic Cinema Camera, оснащённой креплением объективов типа Canon EF. Матрица с разрешением 2.5K формирует изображение стандартов 1080p или 2K. Динамический диапазон составляет 13 экспозиционных ступеней.
В сентябре 2012 года на выставке IBC 2012 в ответ на многочисленные просьбы пользователей была анонсирована камера с байонетом Микро 4:3 (MFT). Этот шаг позволил использовать большинство объективов, произведённых для аппаратуры Olympus и Panasonic. Кроме того, благодаря наличию на рынке дешёвых переходных колец это сделало доступным использование и других объективов, в том числе с байонетом Canon FD. На выставке IBC 2014 была анонсирована версия камеры с байонетом Arri PL.
Для записи несжатого RAW DNG, Apple ProRes или Avid DNxHD используются 2,5 дюймовые SSD-диски (твердотельные накопители). Управление камерой осуществляется с помощью кнопок на корпусе и сенсорного дисплея.

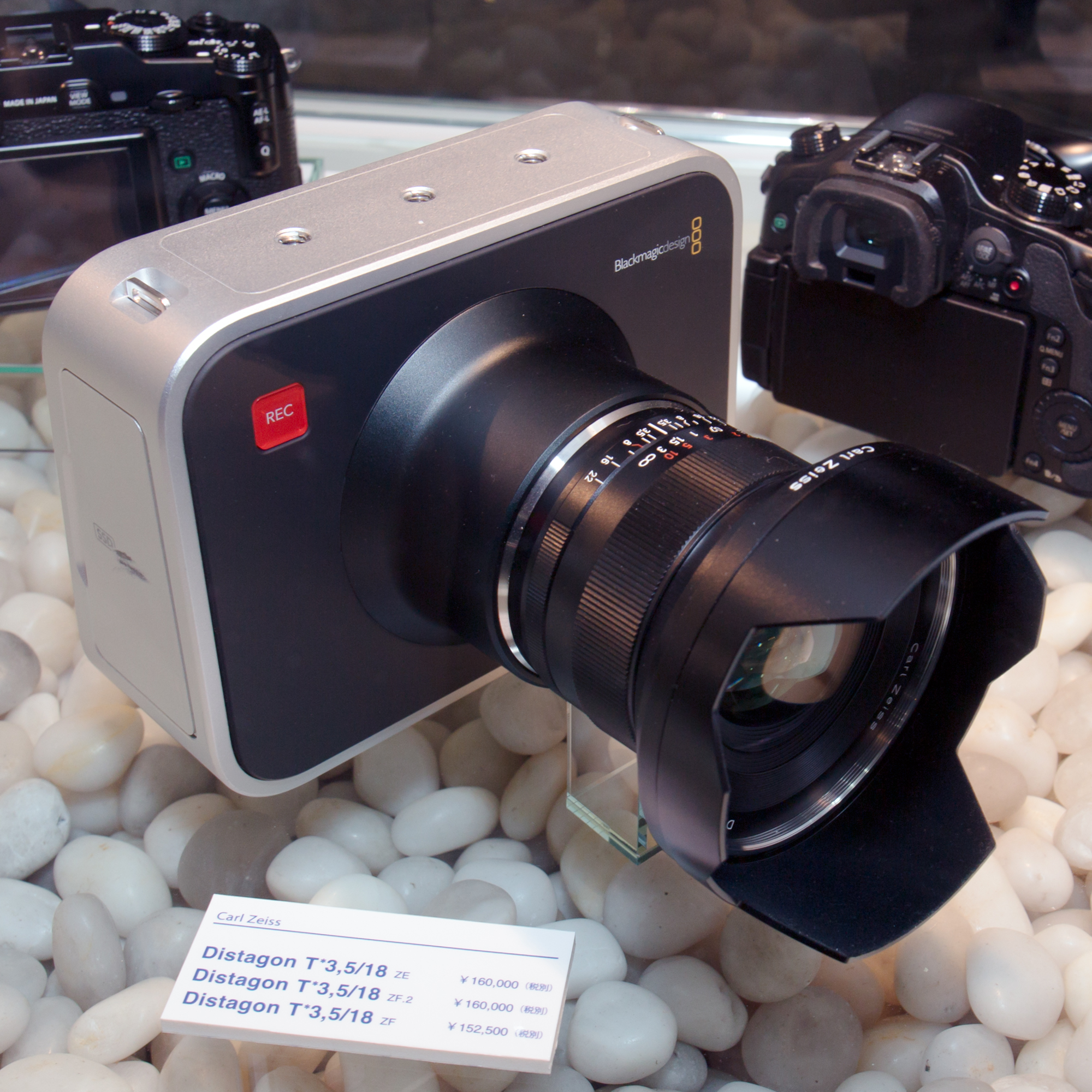
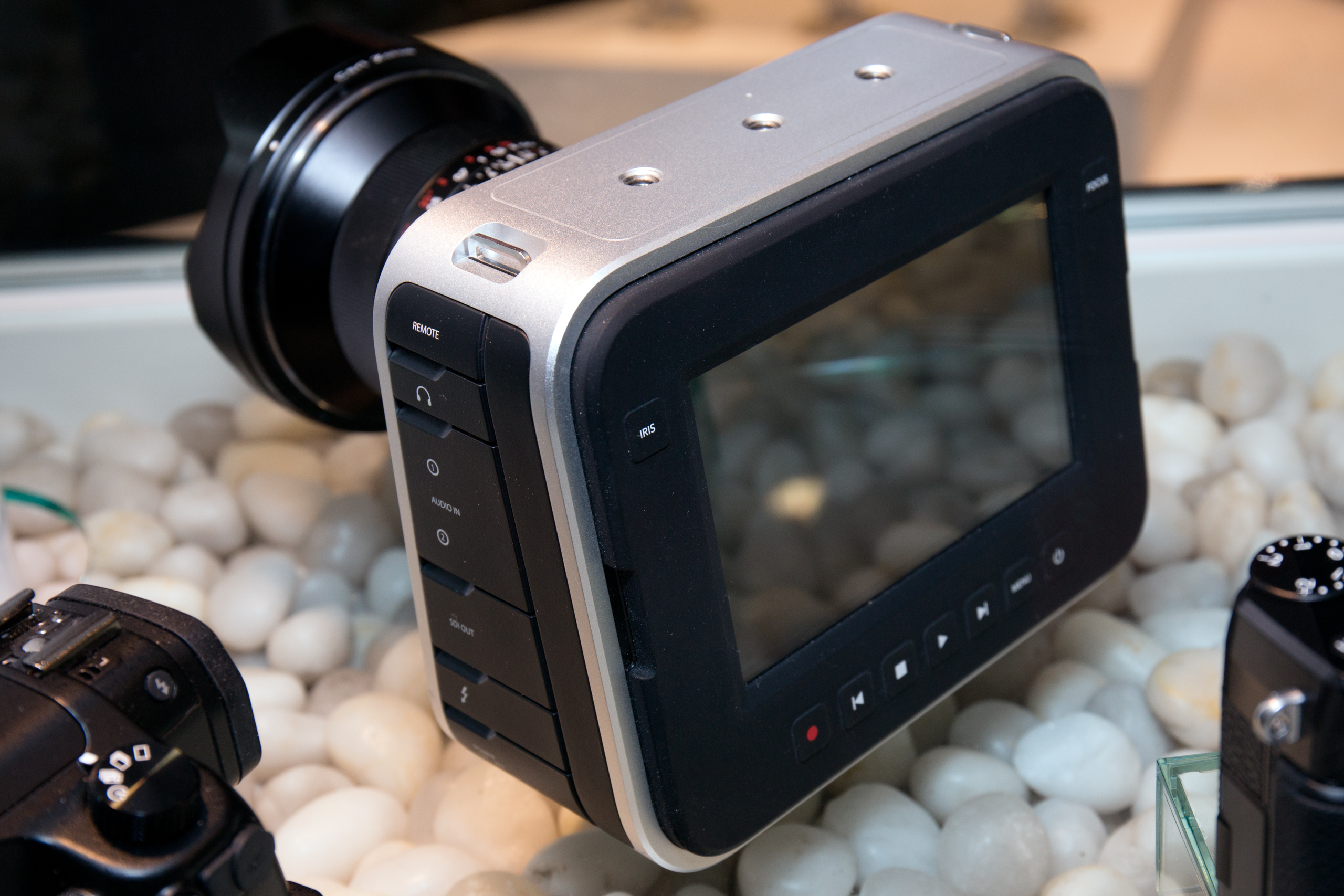
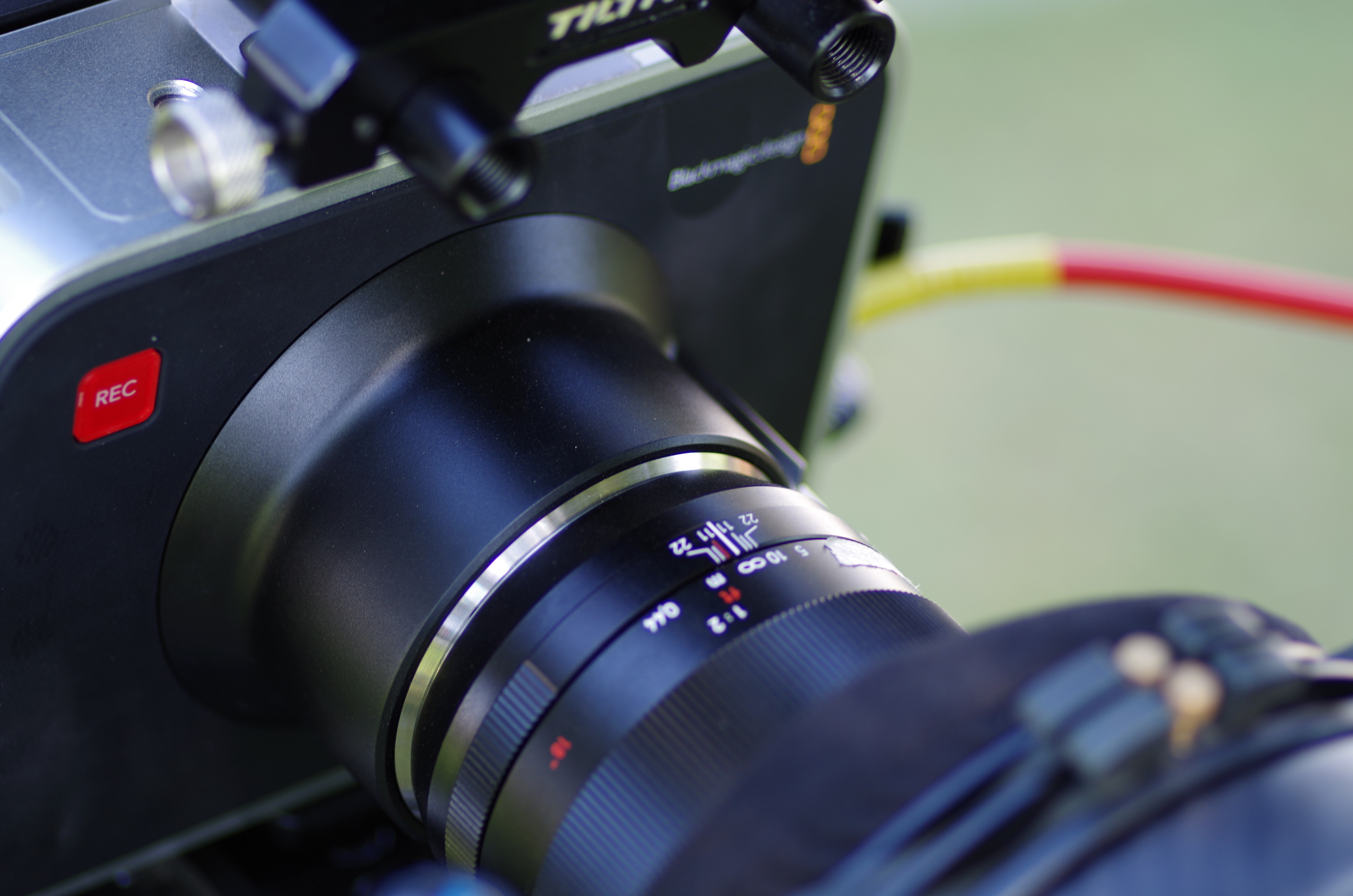
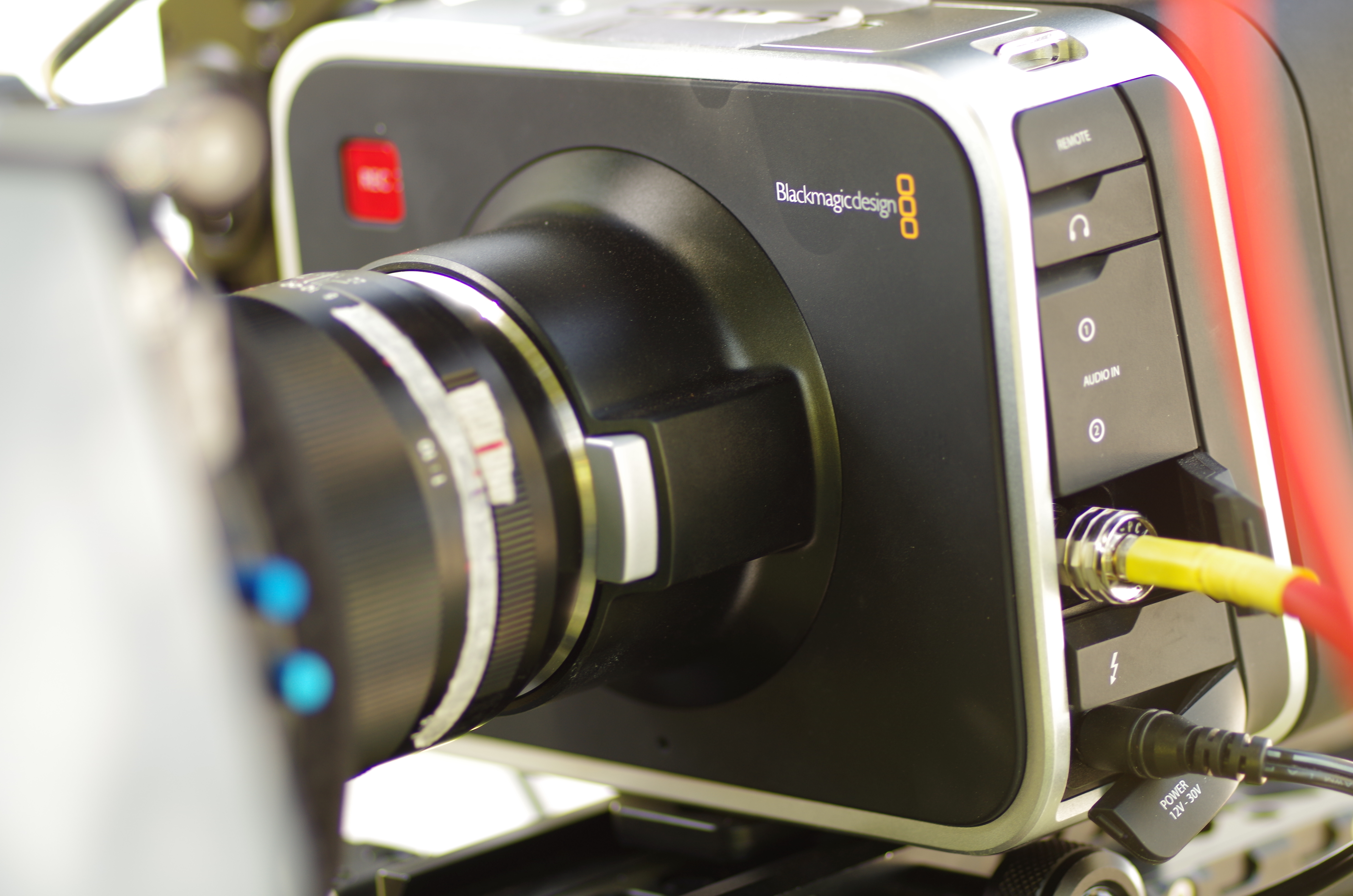

### Blackmagic Micro Cinema Camera
Blackmagic Micro Cinema Camera — компактная цифровая камера, имеющая байонет Микро 4:3 (MFT), с дистанционным управлением по PWM и S.Bus и сенсором Super 16 мм с глобальным затвором. В удалённом режиме можно изменять параметры фокуса, диафрагмы и зума. Возможна запись в RAW и ProRes, динамический диапазон составляет 13 ступеней.

### Blackmagic Production Camera 4K

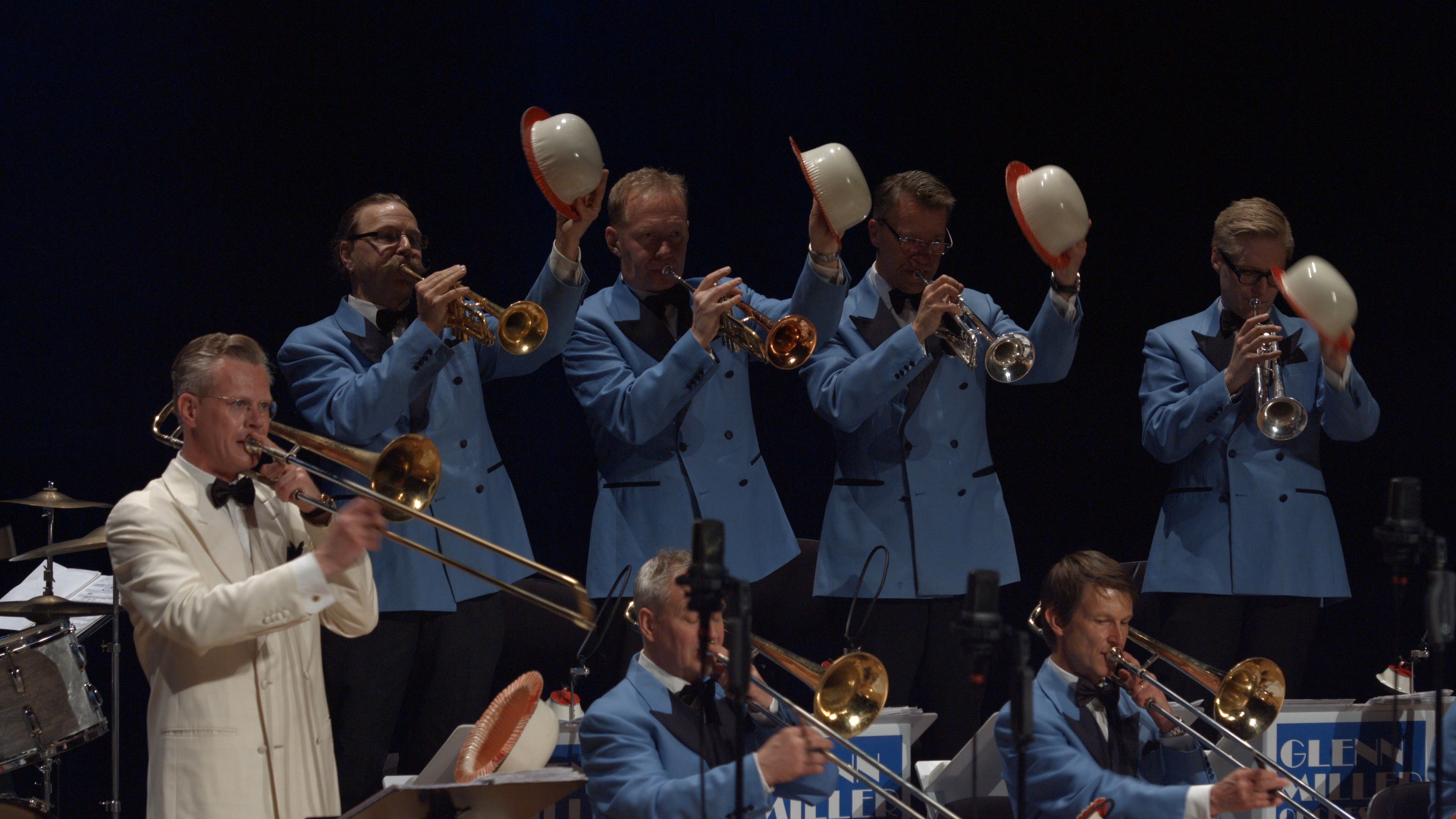
Кадр из видео, снятого на Blackmagic Production Camera 4K

На выставке NAB шоу 2013 была анонсирована Production Camera 4K, первая камера Blackmagic Design с поддержкой съёмки с разрешением 4K. Новый полноразмерный сенсор камеры позволяет снимать с частотой 30 кадров в секунду. Это первая в мире камера, оснащённая видеовыходом с интерфейсом 6G-SDI. Имеется также сенсор размером Super 35 мм с глобальным затвором, что позволяет считывать изображение сразу со всей матрицы, а не построчно для избегания эффекта роллинг-шаттера.
По сравнению с 2.5K Cinema Camera некоторые характеристики камеры уступают. Базовая чувствительность ISO 400 против ISO 800 у 2.5K Cinema Camera, При этом количество шумов на изображении при максимальном значении ISO равном 800 больше, чем у первой при ISO 1600. Динамический диапазон Production Camera составляет 12 ступеней против 13 стопов у Cinema Camera, в частности происходят потери деталей на светлых участках изображения.
Плюсами камеры являются:
- низкая цена для 4К;
- "кинопленочное" изображение.
Минусы камеры:
1. При съёмке ярких источников света (солнечный диск, уличные фонари, свет автомобильных фар) в кадре возникает эффект "чёрного солнца", который можно частично убрать в программе DaVinci Resolve.
2. Кроп-фактор матрицы - 1,7. При съёмке объективом с фокусным расстоянием 16мм фактически размер изображения получается таким, как если бы вы снимали объективом 27мм (16х1,7=27,2).
3. Заряда внутреннего аккумулятора хватает ненадолго, поэтому для камеры обязателен внешний источник энергии.
4. При съёмке в солнечный день на экране монитора ничего не видно. Приходится накрываться покрывалом, как это делали первые фотографы.
5. Камера сильно греется.

### Blackmagic Pocket Cinema Camera
Вместе с Production Camera 4K была анонсирована очень компактная Blackmagic Pocket Cinema Camera, которая имеет матрицу размера 12,48мм x 7,02мм Супер-16 с кроп-фактором 2,88х, что составляет около 36 % от размера матрицы Микро 4:3, с динамическим диапазоном в 13 ступеней и записывает на SD-карту видео с разрешением 1080p RAW или ProRes. Камера комплектуется байонетом Микро 4:3 (MFT) и имеет цену менее $1,000.
Доступные частоты кадров: 23.976p, 24p, 25p, 29.97p, и 30p. Имеется встроенный стереомикрофон и 3,5 мм аудиовход. В камере отсутствует режим съёмки фотографий, но доступна интервальная съёмка.
Малый размер матрицы, и в свою очередь большое значение кроп-фактора, затрудняет съёмку общих планов и делает Blackmagic Pocket Cinema Camera практически непригодной для использования на квадрокоптере.
Так же во втором квартале 2018 года компания Blackmagic представила обновлённую системную видеокамеру Pocket Cinema Camera 4K. Она сохранила поддержку сменных MFT-объективов, относительно большую матрицу формата Micro Four Thirds (4/3), а главным её новшеством по сравнению с предыдущим поколением стала поддержка записи в разрешении 4K (4096 × 2160 при 60 кадрах/с).
Среди особенностей устройства можно отметить поддержку видеосъёмки в HDR, динамический диапазон в 13 ступеней и ISO вплоть до 25 600. Кинематографистов порадует возможность съёмки в формате без потери качества CinemaDNG RAW 12 бит 4096 × 2160 с поддержкой HDR (270 Мбайт/с при 30 кадрах/c) — впрочем, присутствуют и менее требовательные к ёмкости форматы с потерей качества CinemaDNG RAW 3:1 (128 Мбайт/с), CinemaDNG RAW 4:1 (96 Мбайт/с). Запись в разрешении 3840 × 2160 можно осуществлять в формат Apple ProRes 10 бит.
Pocket Cinema Camera 4K умеет осуществлять запись как на внутренние карты SD/UHS-II и CFast 2.0, так и через порт USB-C — на внешний накопитель, который затем можно подключать к рабочей станции для выполнения цветокоррекции и монтажа. В наличии — 5-дюймовый сенсорный ЖК-дисплей (1920 × 1080), поддержка 3D LUT-таблиц, четыре встроенных микрофона, аудиовход Mini XLR с фантомным питанием, возможность управления через Bluetooth, выход HDMI для просмотра видео прямо на съёмочной площадке
Корпус камеры выполнен из композитного материала на основе углепластика и поликарбоната, благодаря чему отличается повышенной прочностью и защитой от ударов. На рукоятке находятся сгруппированные для удобного доступа к функциям кнопки и переключатели, с помощью которых можно быстро менять настройки питания, запуска и остановки записи, ISO, затвора, диафрагмы и баланса белого и сохранять статичное изображение.
Время автономной работы от одного аккумулятора Canon LP-E6 ($35) составляет примерно 60 минут. Как утверждает Blackmagic, её новинка Pocket Cinema Camera 4K позволяет получать видеоряд, который по качеству будет превосходить материал, снятый на DSLR и даже на более дорогие цифровые кинокамеры. Выход устройства на рынок состоится в этом году — более определённая дата не называется. Стоимость составит $1350. Пока же цена предыдущей модели была снижена до $1000.

### Blackmagic Studio Camera
Blackmagic Studio Camera — сверхкомпактная вещательная камера с электронным видоискателем диагональю 10,1 дюйма для работы в прямом эфире.
Характеристики:
- Эффективный размер матрицы: 12,48 мм × 7,02 мм
- Разрешение и частота кадров: HD 720p50 (59,94/60), HD 720p50 (59,94/60), HD 1080i50 (59,94/60)
- Дисплей: 10,1 дюйма, 1920 × 1200, TFT-LCD
- Корпус из магниевого сплава
- Аккумулятор на четыре часа съёмки
- Двусторонняя связь по SDI
- Разъёмы для микрофонов с фантомным питанием
- Оптоволоконный интерфейс.[32]

### Blackmagic Micro Studio Camera 4K
Blackmagic Micro Studio Camera 4K — это компактная студийная камера, созданная специально для многокамерного производства в прямом эфире. Обеспечивая работу с HD и Ultra HD-форматами, она имеет байонет Микро 4:3 (MFT) и позволяет управлять собой с видеомикшера через SDI-интерфейс. Также предусмотрены встроенный инструмент цветокоррекции, поддержка двусторонней связи и индикации состояния, выход для управления панорамной головкой и объективами B4, интегрированные микрофоны и батарея резервного питания.
Характеристики:
- Байонет MFT
- Стереомикрофон
- 3,5 мм аудиовход
- Совместимость с батареями Canon
- Корпус и байонет из магниевого сплава

### Blackmagic URSA
На выставке NAB Show 2014 состоялся анонс камеры Blackmagic URSA, первой в мире 4К цифровой кинокамеры с возможностью модернизации самим пользователем.
| Матрица               | Режимы съёмки          | Частота кадров                              | Максимальное разрешение | Максимальная скорость записи для RAW @ 80 кадров в секунду (в среднем) |
| --------------------- | ---------------------- | ------------------------------------------- | ----------------------- | ---------------------------------------------------------------------- |
| CMOS EF Mount (Stock) | RAW, ProRes 4444 и 422 | 23.98, 24, 25, 29.97, 30, 50, 59.94, 60, 80 | 4000 × 2160             | 8 МБ/кадр (640МБ/сек - 1мин 40сек на 64 ГБ / 3мин 20сек на 128 ГБ)     |
| CMOS PL Mount (Stock) | RAW, ProRes 4444 и 422 | 23.98, 24, 25, 29.97, 30, 50, 59.94, 60, 80 | 4000 × 2160             | 8 МБ/кадр (640МБ/сек - 1мин 40сек на 64 ГБ / 3мин 20сек на 128 ГБ)     |
| CMOS B4 Mount (Stock) | RAW, ProRes 4444 и 422 | 23.98, 24, 25, 29.97, 30, 50, 59.94, 60     | 3840 х 2160             | 6 МБ/кадр (360МБ/сек - 2мин 58сек на 64 ГБ, 5мин 54сек на 128 ГБ)      |
| None - HDMI (Stock)   | RAW, ProRes 4444 и 422 | ---                                         | 3840 × 2160             | 6 МБ/кадр (360 МБ/сек, 2мин 58сек на 64 ГБ, 5мин 54сек на 128 ГБ)      |

### Blackmagic URSA Mini

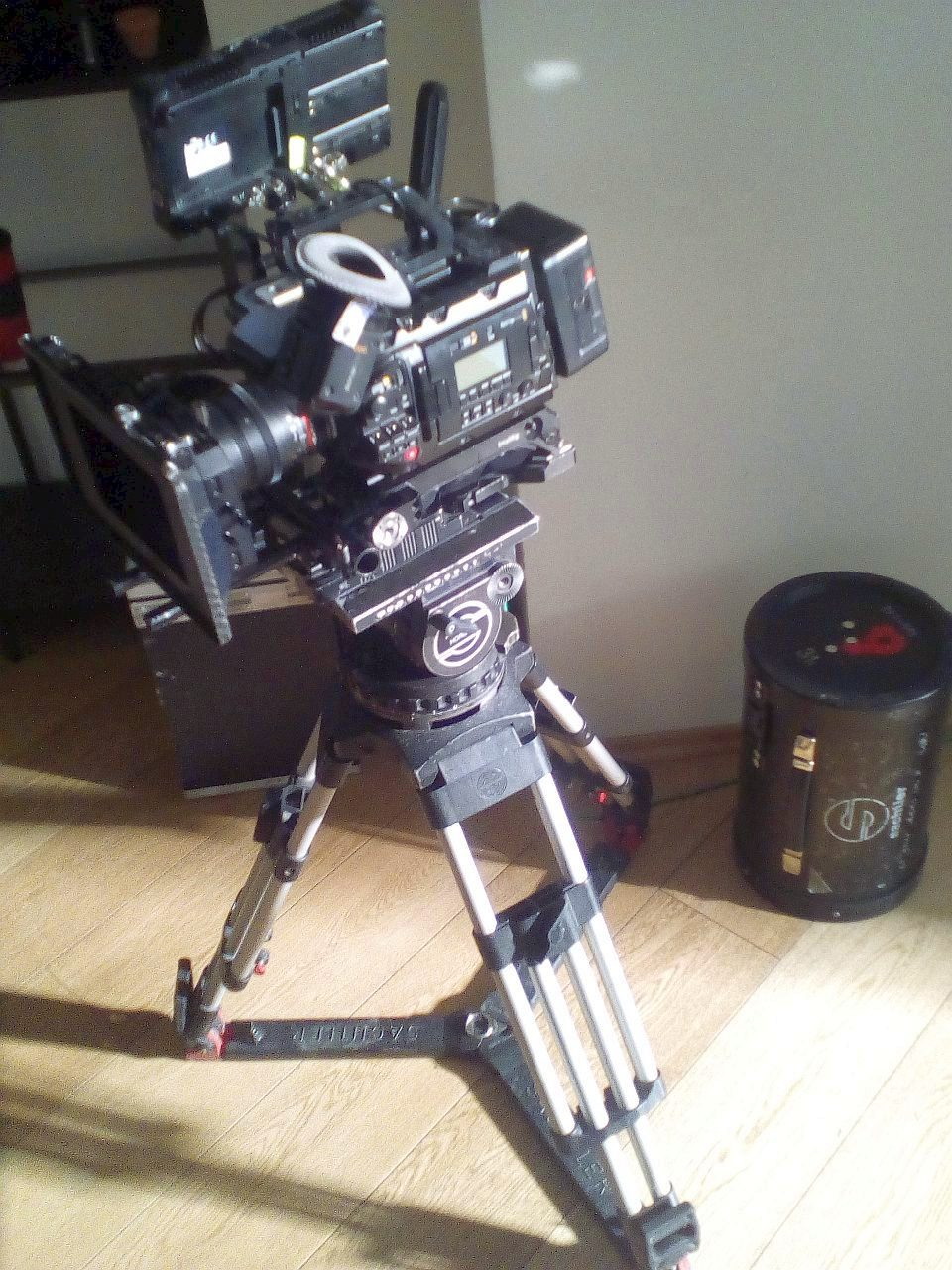
Blackmagic URSA mini

Камера URSA Mini является уменьшеной версией Blackmagic URSA со сверхшироким динамическим диапазоном в 15 ступеней и сенсором с глобальным затвором размера Super 35 мм (кроп-фактор 1,4х), способным снимать видео до 4.6K, что позволяет на стадии монтажа мастшабировать видео и выводить его в 4K. Благодаря относительно малому весу она удобна для ручной съёмки в течение длительного времени. Камера поддерживает частоту до 60 кадров/с, имеет 5-дюймовый откидной видоискатель высокой яркости, а также двойной слот для записи в RAW и ProRes.
В линейке представлено четыре модели, которые оснащаются сенсором 4.6K или 4K и байонетом EF или PL.
| Размер матрицы        | 25,34 мм x 14,25 мм (Super 35) | 25,34 мм x 14,25 мм (Super 35) | 22 мм x 11,88 мм (Super 35)           | 22 мм x 11,88 мм (Super 35)           |
| Разрешение съёмки     | 4608 x 2592, 4096 x 2304 (4K 16:9), 4608 x 1920 (4K 2.4:1), 3840 x 2160 (Ultra HD), 3072 x 2560 (3K Anamorphic), 2048 x 1152 (2K 16:9), 1920 x 1080 | 4608 x 2592, 4096 x 2304 (4K 16:9), 4608 x 1920 (4K 2.4:1), 3840 x 2160 (Ultra HD), 3072 x 2560 (3K Anamorphic), 2048 x 1152 (2K 16:9), 1920 x 1080 | 4000 x 2160, 3840 x 2160, 1920 x 1080 | 4000 x 2160, 3840 x 2160, 1920 x 1080 |
| Динамический диапазон | 15 ступеней | 15 ступеней | 12 ступеней                           | 12 ступеней                           |

## DaVinci Resolve
DaVinci Resolve часто используется колористами для цветокоррекции коммерческих клипов (Coldplay — Princess Of China ft. Rihanna) или рекламных роликов (Go Daddy — Super Bowl Body Paint).

### Список фильмов, созданных с использованием DaVinci Resolve
| 2015 | Эми                    | Amy                      | Азиф Кападиа | для грейдинга Пол Энсби и студия Company 3 использовали систему DaVinci Resolve |
| 2014 | Отель «Гранд Будапешт» | The Grand Budapest Hotel | Уэс Андерсон | колорист Jill Bogdanowicz использовал DaVinci Resolve                           |

## Fusion Studio
Пакет Fusion является программным обеспечением, используемым для наложения визуальных эффектов, вещательной графики и 3D-анимации. Используется для рисования, ротоскопирования, кеинга, создания титров и анимации. Популярен у голливудских студий при создании блокбастеров. Создавая эффекты на основе узлов (потоковых графов), как и в Davinci Resolve, можно сократить рабочее время, так как нет множества слоёв или дорожек, и быстрее и легче добавлять комбинированные спецэффекты.
Fusion использовался при создании Марсианина, Человека-муравья, Мстителей: Эра Альтрона, Тора, Терминатора Генезис, Гравитации, Малифисенты.

### Список фильмов, созданных с использованием Fusion Studio
| 2013 | Голодные игры: И вспыхнет пламя | The Hunger Games: Catching Fire | Френсис Лоуренс | Алан Эдвард Белл использовал во всей трилогии для композитинга Fusion Studio |

## Другая продукция

### Эфирные видеомикшеры
Видеомикшеры серии ATEM предназначены для многокамерных прямых трансляций, таких как концерты, спортивные мероприятия, театральные постановки, конференции. Поддерживают работу с 4K-камерами, имеют до 20 входов SDI.
Модели:
- ATEM 2 M/E Broadcast Studio 4K
- ATEM 2 M/E Production Studio 4K
- ATEM 1 M/E Production Studio 4K
- ATEM Production Studio 4K
- ATEM 2 M/E Broadcast Panel
- ATEM 1 M/E Broadcast Panel

### Дисковые рекордеры
Рекордеры HyperDeck Studio предназначены для работы с SSD-дисками. Предназначены для записи видеопотока без компрессии или в сжатых форматах ProRes и DNxHD. Имеют используемые в видеомагнитофонах органы управления: кнопки с подсветкой, ручку прокрутки и порт RS-422 для внешнего управления. На ЖК-экране отображается таймкод, информация о формате видео, частоте кадров и уровне звукового сигнала.
Модели:
- HyperDeck Studio
- HyperDeck Studio Pro
- HyperDeck Studio 12G

### Запись и воспроизведение
Устройства для видеозахвата и воспроизведения видео используются для проведения прямых трансляций, ускорения монтажа видео, копирования материала. Платы DeckLink позволяют записывать живое изображение, видео с камеры или деки напрямую в приложения для монтажа. Если на съёмочной площадке используется система DaVinci Resolve, с помощью функции Resolve Live можно в реальном времени выполнять цветоустановку поступающего с камеры материала.
Модели:
- UltraStudio 4K Extreme
- UltraStudio 4K
- UltraStudio Express
- UltraStudio Pro
- DeckLink 4K Extreme 12G
- DeckLink 4K Pro
- DeckLink Studio 4K
- DeckLink Mini Recorder
- DeckLink Quad 2
- Intensity Pro 4K
- Intensity Shuttle

### Сканер Cintel
Blackmagic Cintel Film Scanner используется для сканирования негативной и позитивной киноплёнки. Благодаря цифровым сервоприводам и диффузному источнику света сканер позволяет в реальном времени сканировать киноплёнку шириной 35 мм и 16 мм с производительностью до 30 кадров/с в режиме Ultra HD. Отсутствие вибраций и встроенные чистящие ролики позволяют бережно сканировать плёнку.
Характеристики:
- Форматы плёнки: 35 мм (2/3/4 перфорации/кадр), Super 35 (2/3/4 перфорации/кадр). 16 мм, Super 16
- Разрешение негатива: 4096 x 3072
- Эффективное разрешение: 3840 x 2880 — Super 35, 3390 x 2864 — Standard 35, 3390 x 2465 — Anamorphic 35, 1903 x 1143 — Super 16, 1581 x 1154 — Standard 16
- Скорость сканирования: 1-30 кадров/с
- Перемотка: 1-100 кадров/с (35 мм), 1-200 кадров/с (16 мм)
- Ускорение: 5-30 кадров/с
- Максимальная длина плёнки: 610 м[47]

### Вещательные конвертеры
Teranex Mini — конвертеры с интерфейсом 12G-SDI и поддержкой всех разновидностей SD, HD и Ultra HD вплоть до 2160p60. Модели этой линейки оснащены встроенным блоком питания переменного тока, аналоговыми XLR- и цифровыми AES/EBU-аудиоразъемами профессионального класса, а также портом Ethernet для удалённого контроля и поддержки PoE. Съёмная передняя панель с цветным дисплеем и органами управления позволяет вести мониторинг видео и изменять настройки. Конвертеры можно объединять в одну SDI-конфигурацию со звуковыми пультами, процессорами эффектов, компрессорами, ограничителями.

### Мониторинг видео
Вещательный Ultra HD-монитор Blackmagic SmartView 4K с интерфейсом 12G-SDI имеет яркий дисплей и широкие углы обзора, поддерживает 3D LUT-таблицы, имеет возможность задержки по горизонтали/вертикали, вывод только синего, настраиваемые рамки. SmartView 4K обеспечивает работу со всеми разновидностями SD, HD и Ultra HD в разрешении вплоть до 2160p60. Благодаря входам для подключения источников постоянного и переменного тока монитор можно использовать в студии и на съёмочной площадке.
Модели:
- Blackmagic SmartView 4K
- Blackmagic SmartView HD

### Мониторинг звука
Blackmagic Audio Monitor, занимая одно место в стойке, имеет двойной сабвуфер, динамики со сверхшироким диапазоном частот и мощный усилитель класса A/B. Решение оснащено современным интерфейсом 6G-SDI, симметричными XLR-разъёмами для аналогового и цифрового AES/EBU-звука, а также входами для подключения бытовой техники класса Hi-Fi.

### Оборудование для тестирования
Blackmagic SmartScope Duo 4K и Blackmagic SmartView Duo имеют одинаковый дизайн. Но при этом SmartScope Duo 4K позволяет выводить на экран форму сигнала, вектороскоп, RGB- и YUV-дисплеи, гистограмму и фазу звука, а также уровень аудиоканалов. Каждый инструмент контроля является независимым, давая возможность использовать любую комбинацию индикаторов и изображения.
Модели:
- Blackmagic SmartScope Duo 4K
- Blackmagic SmartView HD
- Blackmagic SmartView Duo

## Награды

### Премия «Эмми»
Благодаря высокому качеству обработки изображений, система DaVinci получила премию «Эмми» за вклад в развитие телеиндустрии.

## Список фильмов, снятых камерами Blackmagic
Камеры Blackmagic часто используются при съёмке динамичных сцен блокбастеров в случае ограниченного пространства и высокой вероятности повреждения камеры. Относительно небольшие габариты, малый вес и малая цена привлекательнее, чем у камер Arri и Red. А режимы съёмки и качество материала зачастую выше, чем у зеркальных и беззеркальных фотоаппаратов и GoPro.
| 2015 | Форсаж 7                     | Furious 7                    | Джеймс Ван                          | съёмка велась камерами Blackmagic Production Camera 4K и Blackmagic Pocket Cinema Camera |
| 2015 | Безумный Макс: Дорога ярости | Mad Max: Fury Road           | Джордж Миллер                       | съёмка велась камерой Blackmagic Cinema Camera                                           |
| 2014 | Kingsman: Секретная служба   | Kingsman: The Secret Service | Мэ́ттью де Вер Драммонд              | съёмка велась камерами Blackmagic Cinema Camera и Blackmagic Pocket Cinema Camera        |
| 2014 | Полночный заплыв             | The Midnight Swim            | Сара Адина Смит (Sarah Adina Smith) | съёмка велась камерами Blackmagic Cinema Camera и Blackmagic Pocket Cinema Camera        |

### Видеоролики
- Blackmagic Design Japan YouTube channel